# Sergio Mantecón (piłkarz)
Sergio Martínez Mantecón (ur. 8 czerwca 1980 w Madrycie) – hiszpański piłkarz występujący na pozycji pomocnika oraz trener.

## Statystyki klubowe
| Sezon   | Klub            | Kraj      | Liga               | Mecze | Bramki | Puchar krajowe | Mecze | Bramki |
| ------- | --------------- | --------- | ------------------ | ----- | ------ | -------------- | ----- | ------ |
| 2000/01 | CD Badajoz      | Hiszpania | Segunda División   | 8     | 0      | Puchar Króla   | 1     | 0      |
| 2001/02 | CD Badajoz      | Hiszpania | Segunda División   | 20    | 0      | Puchar Króla   | 2     | 0      |
| 2002/03 | CD Badajoz      | Hiszpania | Segunda División   | 36    | 1      | Puchar Króla   | 2     | 1      |
| 2003/04 | Alicante        | Hiszpania | Segunda División B | 37    | 2      | Puchar Króla   | 3     | 0      |
| 2004/05 | Alicante        | Hiszpania | Segunda División B | 35    | 1      | Puchar Króla   | 2     | 0      |
| 2005/06 | Alicante        | Hiszpania | Segunda División B | 40    | 2      | Puchar Króla   | 4     | 0      |
| 2005/06 | Hércules CF     | Hiszpania | Segunda División   | 0     | 0      | -              | -     | -      |
| 2006/07 | Hércules CF     | Hiszpania | Segunda División   | 21    | 0      | Puchar Króla   | 3     | 0      |
| 2007/08 | Hércules CF     | Hiszpania | Segunda División   | 0     | 0      | -              | -     | -      |
| 2007/08 | SD Ponferradina | Hiszpania | Segunda División B | 20    | 4      | -              | -     | -      |
| 2008/09 | Castellón       | Hiszpania | Segunda División   | 29    | 1      | Puchar Króla   | 4     | 0      |
| 2009/10 | Castellón       | Hiszpania | Segunda División   | 39    | 4      | Puchar Króla   | 1     | 0      |
| 2010/11 | Elche CF        | Hiszpania | Segunda División   | 32    | 3      | Puchar Króla   | 2     | 0      |
| 2011/12 | Elche CF        | Hiszpania | Segunda División   | 36    | 0      | Puchar Króla   | 2     | 0      |
| 2012/13 | Elche CF        | Hiszpania | Segunda División   | 39    | 0      | Puchar Króla   | 1     | 0      |
| 2013/14 | Elche CF        | Hiszpania | Primera División   | 12    | 0      | Puchar Króla   | 1     | 0      |
| 2014/15 | Cádiz CF        | Hiszpania | Segunda División B | 23    | 1      | Puchar Króla   | 3     | 0      |
| 2015/16 | Cádiz CF        | Hiszpania | Segunda División B | 16    | 0      | Puchar Króla   | 6     | 0      |
| 2016/17 | Cádiz CF        | Hiszpania | Segunda División   | 4     | 0      | -              | -     | -      |

Stan na: 17 lipca 2016 r.